# The Washington Ballet
The Washington Ballet (TWB) è una compagnia di ballerini professionisti con sede a Washington D.C. Fu fondato nel 1976 da Mary Day ed è stato sotto la direzione artistica di Septime Webre fin dal 1999. Webre annunciò che avrebbe dato le dimissioni al termine della stagione 2015/2016 e la compagnia nominò Julie Kent come suo successore.

## Gli anni di Mary Day (1976–99)
Mary Day, nativa di Washington e il suo mentore, Lisa Gardiner, istituirono la Scuola di Balletto di Washington nel 1944. Nel 1950, un gruppo pre-professionale di ballerini formatisi alla scuola si misero insieme per dare uno spettacolo presso la Cattedrale Nazionale e il reparto D.C. di Ricreazione con l'Orchestra Sinfonica Nazionale. Questo gruppo fece un giro anche New York, Virginia Occidentale e la Repubblica Dominicana, dove la troupe si esibì con Alicia Alonso.
Nel 1961, la Scuola di Balletto di Washington diede in anteprima Lo Schiaccianoci della Day con l'Orchestra Sinfonica Nazionale nella Constitution Hall. Nel 1976, la Day fece partire The Washington Ballet, una compagnia che fornisce una vetrina professionale per gli studenti della Scuola di Balletto di Washington. Finanziata da una sovvenzione da parte del National Endowment for the Arts, la Day assunse Peter Grigsby come primo direttore amministrativo che approfittò della legge sulla formazione del Dipartimento del Lavoro della Completa occupazione per assumere ballerini. Fu seguito da Alton Miller come regista che ampliò il tour della compagnia. I membri fondatori della compagnia del Balletto di Washington Madelyn Berdes, Patricia Berrend, James Canfield, Sharon Caplan, Robin Conrad, Lynn Cote, Laurie Dameron, John Goding, Robin Hardy, Jon Jackson, Brian Jameson, Terry Lacy, Christine Matthews, Ricardo Mercado, Julie Miles, Patricia Miller, Philip Rosemond, Helen Sumerwell and Allison Zusi.

### Goh coreografo residente
La prima stagione della società era costituita da tre opere di un promettente coreografo/ballerino dal Balletto Nazionale olandese, Goh Choo San, che fu il coreografo residente fin dalla fondazione della compagnia e più tardi divenne direttore artistico associato. L'insegnamento di Goh e le esigenze coreografiche nei suoi primi due anni a Washington, D.C. fecero cambiare la valutazione dell'azienda dall'essere descritta come livello "pre-professionale" ad un livello solidamente professionale, con Mikhail Baryshnikov che aveva dimostrato interesse e, infine, ballò con la compagnia e la coreografia di Goh nel 1979. Durante la sua permanenza presso The Washington Ballet fino alla sua morte nel novembre 1987, Goh coreografò 19 balletti per la compagnia.
Nel 1980 fu scelto il membro della compagnia Amanda McKerrow, di 17 anni, come uno dei nove ballerini che avrebbero gareggiato nella squadra ufficiale di danza degli Stati Uniti al Quarto Concorso di Balletto Internazionale di Mosca. Collaborò con Simon Dow e vinse la medaglia d'oro, diventando la prima cittadina degli Stati Uniti a vincere la competizione. Nel corso degli anni 1980 e 1990, il Washington Ballet eseguì stagioni complete a Washington e in tournée internazionali in Cina, Giappone, Malesia, Singapore, Russia, Spagna e Sud America.

### Gli anni dopo-Goh
Mary Day si dimise da direttore artistico della compagnia nel 1999 e si ritirò come direttore della scuola nel 2003. Morì nel 2006.

## Gli anni di Septime Webre (1999-2016)
Nel 1999, Septime Webre, un cubano-americano, entrò nel Balletto di Washington come direttore artistico. Le opere realizzate per The Washington Ballet da Webre sono Juanita y Alicia (2000), Carmen (2001), Journey Home (2002), Cinderella (2003), Oui/Non (2006) e Lo Stato di Wonder (2006), così come Carmina Burana, Fluctuating Hemlines, Nel paese dei mostri selvaggi, e Peter Pan. La compagnia mise in scena le opere di coreografi contemporanei come George Balanchine, Twyla Tharp, Christopher Wheeldon, Mark Morris, Trey McIntyre, Edwaard Liang e Nacho Duato, oltre ai balletti più classici, come Giselle, Coppélia, e La Sylphide. Nell'ottobre del 2000 Webre portò The Washington Ballet in un tour storico a l'Avana, il che la rese la prima compagnia di danza americana ad esibirsi a Cuba dal 1960. Nel 2004 The Washington Ballet diede in anteprima Lo Schiaccianoci di Webre. Webre creò le sue riprese de Il Grande Gatsby nel 2010 e de Il sole sorgerà ancora nel 2013.
Webre ha inoltre avviato DanceDC, un programma di divulgazione e di formazione del Balletto di Washington, che unisce il movimento creativo con un corso di studi sull'arte del linguaggio integrato per i bambini della scuola pubblica di Washington D.C. Agli studenti di DanceDC interessati, viene insegnata la tecnica di pre-danza classica, attraverso un programma di borse di studio unico chiamato EXCEL! Nove ragazzi e nove ragazze delle scuole DanceDC sono selezionati ogni anno per ricevere in loco tecnica di allenamento di balletto professionale per un'ora una volta alla settimana presso la Washington School of Ballet. Nel 2005 la compagnia ha esordito con il Washington Ballet presso il Town Hall Education, Arts and Recreation Campus, una sede per i programmi comunitari a cura della compagnia.

## Julie Kent (2016-)
Nel mese di febbraio 2016, Webre ha annunciato che avrebbe dato le dimissioni alla fine di giugno. Un mese dopo la compagnia annunciò che Julie Kent, recentemente andata in pensione dopo aver ballato con l'American Ballet Theatre per 29 anni, avrebbe preso le redini della compagnia a partire dal 1º luglio. La direzione artistica di Julie Kent ha un'attenzione a lungo termine nonché una sua visione del Balletto di Washington e sta usando la sua solida base per sviluppare ulteriormente e costruire questa istituzione, ampliando il repertorio della compagnia, aumentando gli sforzi di coinvolgimento della comunità in tutta l'area metropolitana di DC e conducendo così The Washington Ballet ad un posto di maggior rilievo sia all'interno che all'esterno della capitale. Oltre ad essere una ballerina iconica, la Kent ha la particolarità di essere la ballerina più longeva dell'American Ballet Theatre, avendo danzato con la compagnia per 29 anni. I suoi molti ruoli comprendono tutto il repertorio del balletto ed è stata come una musa per i coreografi, che hanno creato opere su di lei. Il suo costante impegno al servizio della forma d'arte, promuovendo l'insegnamento delle arti e utilizzando la sua esperienza per nutrire, formare e sviluppare la prossima generazione di ballerini, sono i principi con cui ella saprà ulteriormente elevare The Washington Ballet ed i suoi programmi e le iniziative della compagnia, della scuola e il coinvolgimento della comunità.

## Repertorio
| Titolo                                           | Coreografo | Musica | Data di esecuzione (* riferita alla prima) |
| ------------------------------------------------ | --- | --- | ------------------------------------------ |
| Agon                                             | George Balanchine                                                                                                  | Igor Stravinsky, Agon | September 17, 1999                         |
| Allegro Brillante                                | George Balanchine                                                                                                  | Pëtr Il'ič Čajkovskij's unfinished "Third Piano Concerto" | February 23, 1983                          |
| Always, No Sometimes                             | Trey McIntyre | The Beatles | May 10, 2006*                              |
| Antonio                                          | Nils Christe | Antonio Vivaldi | May 19, 1999*                              |
| Apollo                                           | George Balanchine                                                                                                  | Igor Stravinsky | February 23, 1989                          |
| Aubade                                           | Christian Holder                                                                                                   | JS Bach, "Suite No. 1 in G major for Unaccompanied Cello" | May 17, 1995*                              |
| Before Nightfall                                 | Nils Christe | Bohuslav Martinů, "Double Concerto for Two String Orchestras, Piano and Timpani" | February 15, 1991                          |
| Birds of Paradise                                | Goh Choo San | Alberto Ginastera, "Concierto para Arpa y Orquesta" | October 26, 1979*                          |
| Blue Until June                                  | Trey McIntyre | Songs made famous by Etta James | October 11, 2000                           |
| Boléro                                           | Nicolo Fonte | Maurice Ravel | April 15, 2010                             |
| Brahms on Edge                                   | Karole Armitage | Johannes Brahms | April 15, 2010                             |
| Brief Fling                                      | Twyla Tharp | Michel Colombier and Percy Grainger | February 20, 2002                          |
| Brouillards                                      | John Cranko | Claude Debussy, "Preludes" | May 15, 1990                               |
| Brother, Brother                                 | Ntsikelelo Cekwana                                                                                                 | Antonio Vivaldi, "Gloria Magnificat" | September 27, 1995                         |
| Carmen                                           | Septime Webre | Georges Bizet | November 1, 2001*                          |
| Carmina Burana                                   | Septime Webre | Carl Orff | February 10, 2000                          |
| Cenerentola                                      | Septime Webre | Sergei Prokofiev | May 28, 2003*                              |
| Concerto Barocco                                 | George Balanchine                                                                                                  | Johann Sebastian Bach, "Concerto in D minor for Two Violins" | May 1, 1977                                |
| Coppélia                                         | Arthur Saint-Leon                                                                                                  | Léo Delibes | March 31, 2004                             |
| Danses Concertantes                              | Nils Christe | Igor Stravinsky, "Danses Concertantes" | October 28, 1993                           |
| Danzon                                           | John Goding | Alberto Ginastera, "Piano Sonatas No. 1 and 2" | May 16, 1995                               |
| Dark Elegies                                     | Antony Tudor | Gustav Mahler | February 21, 2002                          |
| Don Chisciotte                                   | Anna-Marie Holmes after Marius Petipa                                                                              | Ludwig Minkus | October 15, 2009*                          |
| Double Contrasts                                 | Goh Choo San | Francis Poulenc, "Concerto in D minor for Two Pianos and Orchestra" | April 23, 1978*                            |
| Dumky Variations                                 | Ray Barra | Antonín Dvořák, "Piano Trio in E minor (Dumky), Op. 90" | February 13, 1991*                         |
| Esplanade                                        | Paul Taylor | Johann Sebastian Bach | October 15, 1987                           |
| Evening                                          | Graham Lustig | Benjamin Britten, "Serenade for Tenor, Horn, and Strings Op 31" | November 2, 1994                           |
| The Eyes That Gently Touch                       | Kirk Peterson | Philip Glass, "Mad Rush" | February 22, 2000                          |
| La Fille Mal Gardée                              | Fernand Nault | Wilhelm Hertel | October 16, 1986                           |
| L'uccello di fuoco                               | Robert Weiss | Igor Stravinsky | October 1, 2003                            |
| Fives                                            | Goh Choo San | Ernest Bloch, "Concerto Grosso No. 1 for String Orchestra," Movements I, II, IV | February 12, 1978*                         |
| Fluctuating Hemlines                             | Septime Webre | Tigger Benford, commissioned | April 26, 2000                             |
| The Four Temperaments                            | George Balanchine                                                                                                  | Paul Hindemith | May 10, 1989                               |
| Giselle                                          | Jean Coralli, Jules Perrot and Marius Petipa                                                                       | Adolphe Adam | October 20, 2004                           |
| The Great Gatsby                                 | Septime Webre | Compiled, composed and arranged by Billy Novick | February 25, 2010                          |
| A Handel Celebration                             | Vicente Nebrada | George Frederick Handel, 12 selections from "Water Music" and "The Royal Fireworks" | November 10, 1982                          |
| Hansel and Gretel                                | Rick McCullough | Engelbert Humperdinck, "Hänsel und Gretel" | February 23, 1995*                         |
| Holberg Suite                                    | John Cranko | Edvard Grieg, "Holberg Suite" | October 10, 1990                           |
| Icare                                            | Lynn Cote | Rene Dupere, "Icare" | June 1996*                                 |
| In the Glow of the Night                         | Goh Choo San | Bohuslav Martinu, "Symphony No. 1," Movements I, II, III | March 10, 1982*                            |
| In the Middle, Somewhat Elevated                 | William Forsythe                                                                                                   | Thom Willems | October 1, 2003                            |
| In the Night                                     | Jerome Robbins | Frédéric Chopin | October 25, 2006                           |
| In the Upper Room                                | Twyla Tharp | Philip Glass | October 25, 2006                           |
| Interlaced                                       | Lynn Cote | Thomas Wilbrandt, "The Electric V — A New Perspective on Vivaldi's Four Seasons" | May 8, 1996*                               |
| Jeux                                             | Toer van Schayk | Claude Debussy, "Jeux," (Poeme Danse 1913) | May 10, 1989                               |
| Juanita y Alicia                                 | Septime Webre | Cuban, performed by Sin Miedo ("Chan Chan" by Francisco Repilado; "El Carretero" by Guillermo Portables; "Solamente Percusion" by Alfredo Mojica, Jr., Joseito Lopez, and Ralph Eskanazi;"Orguellecida" by Eliseo Silveira; "Dos Gardenias" by Isolina Carillo; "El Cuarto de Tula" by Sergio Siabo) | September 17, 2000*                        |
| Journey Home                                     | Septime Webre | Sweet Honey In The Rock | April 4, 2002*                             |
| The Leaves Are Fading                            | Antony Tudor | Antonín Dvořák, Cypresses for string quartet, with additional music for strings | February 10, 2000                          |
| Men of Kooraloona                                | Lynn Cote | Frank Martin, "Second Concerto pour Piano et Orchestra, Con Moto" | May 16, 1996*                              |
| Sogno di una notte di mezz'estate                | Peter Anastos | Felix Mendelssohn | March 20, 1997                             |
| A Midsummer Night's Dream                        | George Balanchine                                                                                                  | Felix Mendelssohn | January 21, 2004                           |
| Momentum                                         | Goh Choo San | Sergei Prokofiev, "Piano Concerto No. 1 in D flat, Op. 10" | October 21, 1983                           |
| Morphoses                                        | Christopher Wheeldon                                                                                               | György Ligeti | March 28, 2007                             |
| Mysteries                                        | John Goding | Music and words by Ysaye M. Barnwell, "Would You Harbor Me" and "Breaths" with words by Birago Diop, and Aisha Kahlil, "Mystic Oceans" and "Listen to the Rhythm"; Bernice Johnson Reagon, "I Remember, I Believe" and "Sometime"                                                                    | May 8, 1996*                               |
| Na Floresta                                      | Nacho Duato | Heitor Villa-Lobos, Wagner Tiso | September 17, 2000                         |
| Nexus                                            | Lynn Cote | Maritri Garrett and Shana Tucker, commissioned | September 27, 1995*                        |
| A Night at the Ballet                            | Matthew Diamond | Emmanuel Chabrier: "Danse Slave", "Habanera", "España" | October 24, 1984*                          |
| Nine Sinatra Songs                               | Twyla Tharp | Frank Sinatra | November 2, 2005                           |
| Nuages                                           | Jiří Kylián | Claude Debussy, Nuages | February 22, 2000                          |
| The Nutcracker                                   | Mary Day/Martin Buckner after Marius Petipa/Lev Ivanov                                                             | Peter Ilyich Tchaikovsky | December 1961                              |
| The Nutcracker                                   | Septime Webre | Peter Ilyich Tchaikovsky | December 10, 2004*                         |
| Oui/Non                                          | Septime Webre | Various artists. Vocalist: Karen Akers | October 25, 2006*                          |
| Our Town                                         | Philip Jerry | Aaron Copland, "Our Town," "The Red Pony," "Fanfare for the Common Man" | February 16, 1996                          |
| Overstepping                                     | Monica Levy | Eve Beglarian, commissioned | May 15, 1991*                              |
| Pas de Quatre                                    | Anton Dolin after Jules Perrot's original work                                                                     | Cesare Pugni | May 12, 1982                               |
| Passing By                                       | Krzysztof Pastor                                                                                                   | Johann Sebastian Bach | May 13, 1998*                              |
| Peter Pan                                        | Septime Webre | Carmen DeLeone | January 31, 2003                           |
| Piazzolla Caldera                                | Paul Taylor | Astor Piazzolla and Jerzy Peterburshsky | January 31, 2007                           |
| The Poet Acts                                    | Septime Webre | Philip Glass, from the motion picture soundtrack of The Hours | October 1, 2003*                           |
| Pomp                                             | Dwight Rhoden | Antonio Carlos Scott | April 26, 2000                             |
| Quartet 2                                        | Nils Christe | Dmitri Shostakovich, "String Quartet No. 11" | May 15, 1990                               |
| Rhapsody in Swing                                | John Goding | Glenn Miller, "Moonlight Serenade" with lyrics by Mitchell Parish;" Ferd "Jelly Roll" Morton, "King Porter Stomp"; Jerry Gray, "String of Pearls"; Irving Berlin, "Always"; Duke Ellington, Emanuel Kurtz and Irving Mills, "In A Sentimental Mood"; and Louis Prima, "Sing, Sing, Sing"             | February 19, 1997*                         |
| Rite of Spring                                   | Trey McIntyre | Igor Stravinsky | February 23, 2005*                         |
| Rubies                                           | George Balanchine                                                                                                  | Igor Stravinsky | April 2, 2003                              |
| Savannah                                         | Ntsikelelo Cekwana                                                                                                 | Maritri Garrett, Marshall Johnson, Shana Tucker, and Ntsikelelo Cekwana | May 14, 1997*                              |
| Scenic Invitations                               | Goh Choo San | Wolfgang Amadeus Mozart, "Adagio and Fugue in C minor for Strings"; Ludwig van Beethoven, "Grosse Fugue in B flat, Op. 133" | February 23, 1983*                         |
| Schubert Symphony                                | Goh Choo San | Franz Schubert, "Symphony No. 2 in B flat" | February 20, 1985*                         |
| Scotch Symphony                                  | George Balanchine                                                                                                  | Felix Mendelssohn, "Symphony in A minor" | May 16, 1979                               |
| Serenade                                         | George Balanchine                                                                                                  | Peter Ilyich Tchaikovsky, "Serenade for Strings" | February 20, 1977                          |
| Shikar                                           | Lynn Cote | Haskell Small, "Trio for Flute, Cello, and Piano" | November 2, 1994*                          |
| La bella addormentata (Grand Pas de Deux)        | Marius Pepita | Peter Ilyich Tchaikovsky, "The Sleeping Beauty" | April 24, 1981                             |
| Sonata                                           | Krzysztof Pastor                                                                                                   | Johannes Brahms, Violin Sonata, No. 3 in D minor, Op 108 | May 19, 1999*                              |
| Sonatine                                         | George Balanchine                                                                                                  | Maurice Ravel | January 21, 2004                           |
| Square Dance                                     | George Balanchine                                                                                                  | Arcangelo Corelli and Antonio Vivaldi | October 2, 1987                            |
| State of Wonder                                  | Septime Webre | Johann Sebastian Bach, Goldberg Variations | May 10, 2006*                              |
| Stravinsky Violin Concerto                       | George Balanchine                                                                                                  | Igor Stravinsky | February 23, 2005                          |
| La Sylphide                                      | August Bournonville                                                                                                | Herman Severin Løvenskiold | February 11, 2009                          |
| Sync                                             | Nils Christe | Ludovico Einaudi, Selections from Salgari. Lyrics by Rabindranath Tagore from The Gardener | May 12, 1996*                              |
| Synonyms                                         | Goh Choo San | Benjamin Britten, "String Quartet No. 1 in D," Movements I, II, III | May 12, 1978*                              |
| Tarantella                                       | George Balanchine                                                                                                  | Louis Gottschalk, "Grand Tarantelle," reconstructed and orchestrated by Hershy Kay | February 1984                              |
| Tchaikovsky Pas de Deux                          | George Balanchine                                                                                                  | Peter Ilyich Tchaikovsky, ‘lost’ music for "Swan Lake" | October 9, 1981                            |
| The Reassuring Effects of Line and Poetry        | Trey McIntyre | Antonín Dvořák | April 2, 2003*                             |
| The Time Before the Time After (The Time Before) | Lar Lubovitch | Igor Stravinsky, "Concertino for String Quartet" | October 16, 1986                           |
| There Where She Loved                            | Christopher Wheeldon                                                                                               | Kurt Weill and Frédéric Chopin | February 23, 2005                          |
| Time Out                                         | Judith Jamison | Ken Hatfield | April 10, 1986*                            |
| Transcendental Etudes                            | Kevin McKenzie | Franz Liszt, "Transcendental Etudes" for Piano | February 12, 1992                          |
| Transit                                          | Graham Lustig | Conlan Nancarrow: "Toccata," "Tango," and "Studies for Player Piano 2b, 3b, 3c, 3d, and 6" | February 17, 2004                          |
| Unknown Territory                                | Goh Choo San | Jim Jacobsen, commissioned | February 6, 1986*                          |
| Variation Serieuses                              | Goh Choo San | Felix Mendelssohn, "Variations Serieuses, Op. 54" | May 1, 1977*                               |
| Where the Wild Things Are                        | Septime Webre | Randy Woolf, commissioned | March 10, 2000                             |
| Witches of Salem                                 | Lynn Cote, sulla base di un libretto di Millicent Monaci (lo scenario originale di "Grohg" non è stato utilizzato) | Aaron Copland, "Grohg" | May 13, 1998*                              |
| Wunderland                                       | Edwaard Liang | Philip Glass | May 13, 2009                               |

## Compagnia
The dancers for the company are:
- Kateryna Derechyna
- Francesca Dugarte
- Nicole Graniero
- Esmiana Jani
- Jonathan Jordan

- Sona Kharatian
- Ayano Kimura
- Tamas Krizsa
- Corey Landolt
- EunWon Lee

- Brooklyn Mack
- Tamako Miyazaki
- Javier Morera
- Ashley Murphy
- Andile Ndlovu
- Maki Onuki

- Gian Carlo Perez
- Daniel Roberge
- Morgann Rose
- Oscar Sanchez
- Rolando Sarabia
- Brittany Stone
- Venus Villa
- Samuel Wilson